# قصبة بجاية
قصبة بجاية، المعروفة باسم القصبة، تتوافق مع مدينة بجاية القديمة أو المدينة العتيقة، عاصمة الحماديين، والتي هي مرشحة للتصنيف ضمن مواقع التراث العالمي لليونسكو. وتقع إداريا في بلدية بجاية داخل ولاية بجاية.

## وصف
أعيد افتتاح قصبة بجاية خلال شهر جويلية 2019م باعتبارها موقعا تاريخيا واقعا بالمدينة القديمة، الذي أغلق لمدة تزيد عن خمس سنوات لأعمال الترميم.
وتعتبر قصبة بجاية أحد أهم الثروات التراثية، والتي تمّ تشييدها من طرف الموحدين، تحت حكم السلطان عبد المؤمن بن علي نحو 1154م، وهي من أهم التراث الثري والمتنوع الموجود في منطقة القبائل الزواوية.
ويشهد على تاريخها العريق مختلف الحضارات التي مرت من هنا، منها الحضارة الفينيقية، الرومانية، الحمادية، التركية والإسبانية وغيرها من الحضارات، وقد ترك كلّ شعب بصماته الخاصة وآثاره، وهو ما يفسّر كون ولاية بجاية، عاصمة الحماديين السابقة، تعدّ لوحدها، العديد من الآثار والمخلّفات التاريخية والثقافية المصنّفة ضمن التراث الوطني الجزائري.
وقد تمّ تخصيص غلاف مالي معتبر، كجزء من برنامج قطاعي لمشروع ترميم هذه الآثار التي يعود تاريخها إلى القرن الثاني عشر الميلادي، من أجل تجديد المواقع التاريخية والمعالم الأثرية، لإعادة تأهيلها باستعمال نفس المواد المستعملة لبناء هذا المبنى، كما هو مطلوب وفق المواصفات اللازمة.
ونظرًا للتراث المادي الغني في ولاية بجاية، فإن السياحة في هذه الولاية ليست شواطئ البحر فقط، على الرغم من أنها الأكثر أهمية في ضوء الساحل الممتد على طول 120 كلم، حيث يمكن للزوار والسياح الاستمتاع بـ34 شاطئًا مفتوحًا الاستحمام، ومعظمها، مع الرمال الذهبية الجميلة، وتقع على الساحل الشرقي، أما الشواطئ الأخرى الواقعة بالخلجان الصخرية فتتبع الساحل الغربي.
فيمكن لولاية بجاية التفاخر بوجود تراث ثقافي غني ومتنوع، يشهد على تاريخها الممتد على ألف عام، والذي كان يضم في الماضي عدة حضارات، بدءًا من الفينيقيين، ثم الرومان والحماديين والأتراك والإسبان وأخيرا الفرنسيون الذين تركوا آثارهم.

## التأهيل السياحي

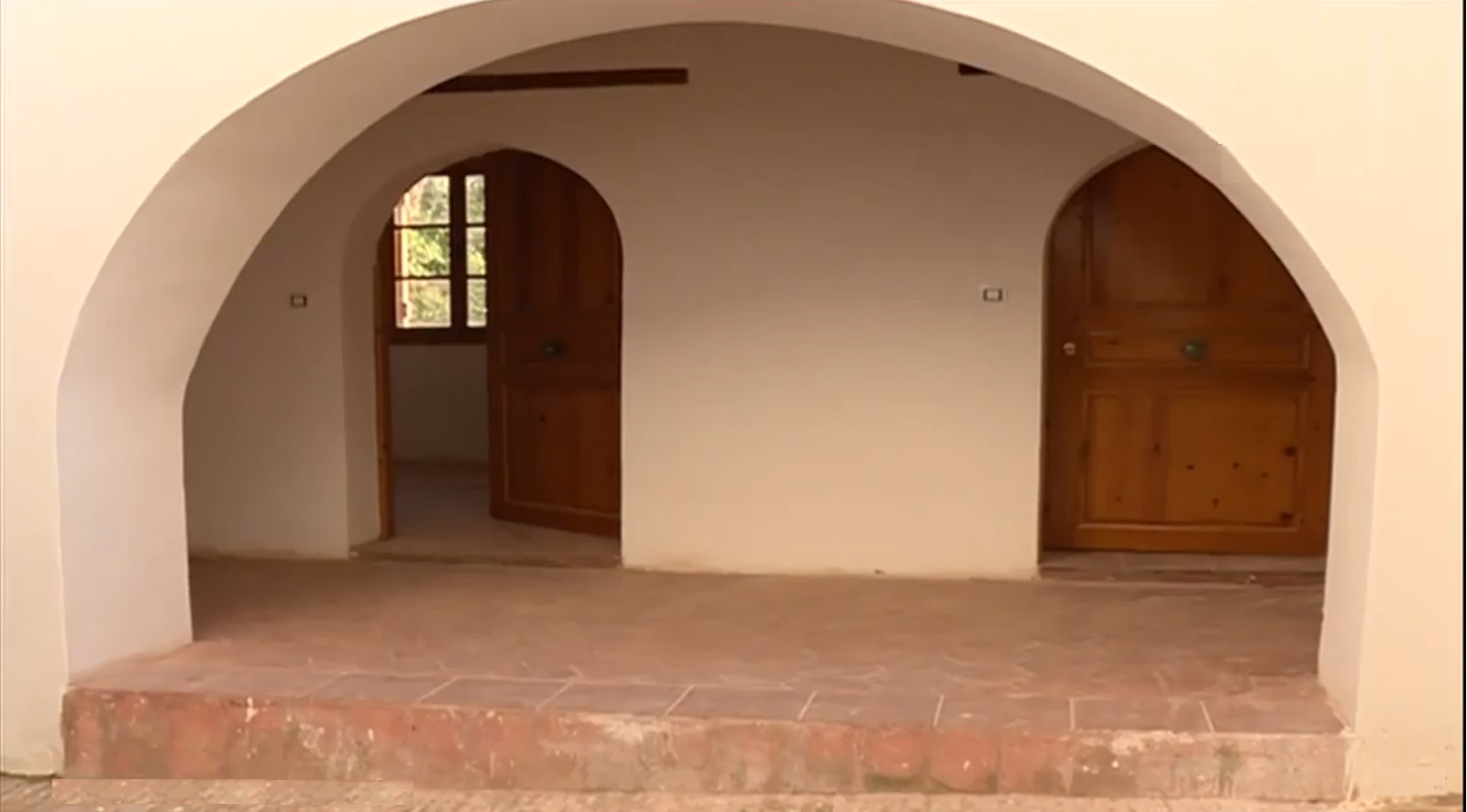
الجامع الأعظم

وتتمتع مدينة بجاية العاصمة السابقة للحماديين، بحدّ ذاتها بعدة مواقع تاريخية وثقافية مصنفة ضمن التراث الوطني، فقط، ولتعزيز السياحة الثقافية، هناك حاجة إلى عمليات ترميم وتحسين، من بين المواقع التاريخية داخل محيط مدينة الحماديين، وفق برنامج طموح يهدف إلى إعادة تأهيلها، على غرار:
- مسجد عين البربر
- الجامع الأعظم
- باب الفوقة،
- حصن عبد القادر،
- حصن قورايا،
- حصن باب البحر،
- برج سيدي عبد القادر،.
- آثار رومانية في توجة،
- شعبة الآخرة في خراطة،
- برج موسى،
- قبة سيدي تواتي،
- قمة قورايا،
- مسجد ملالة،
- قلعة آيت عباس،
- مقبرة المقراني في إغيل أعلي،
- زاوية الشيخ بن حداد ببوحمزة.

## صور

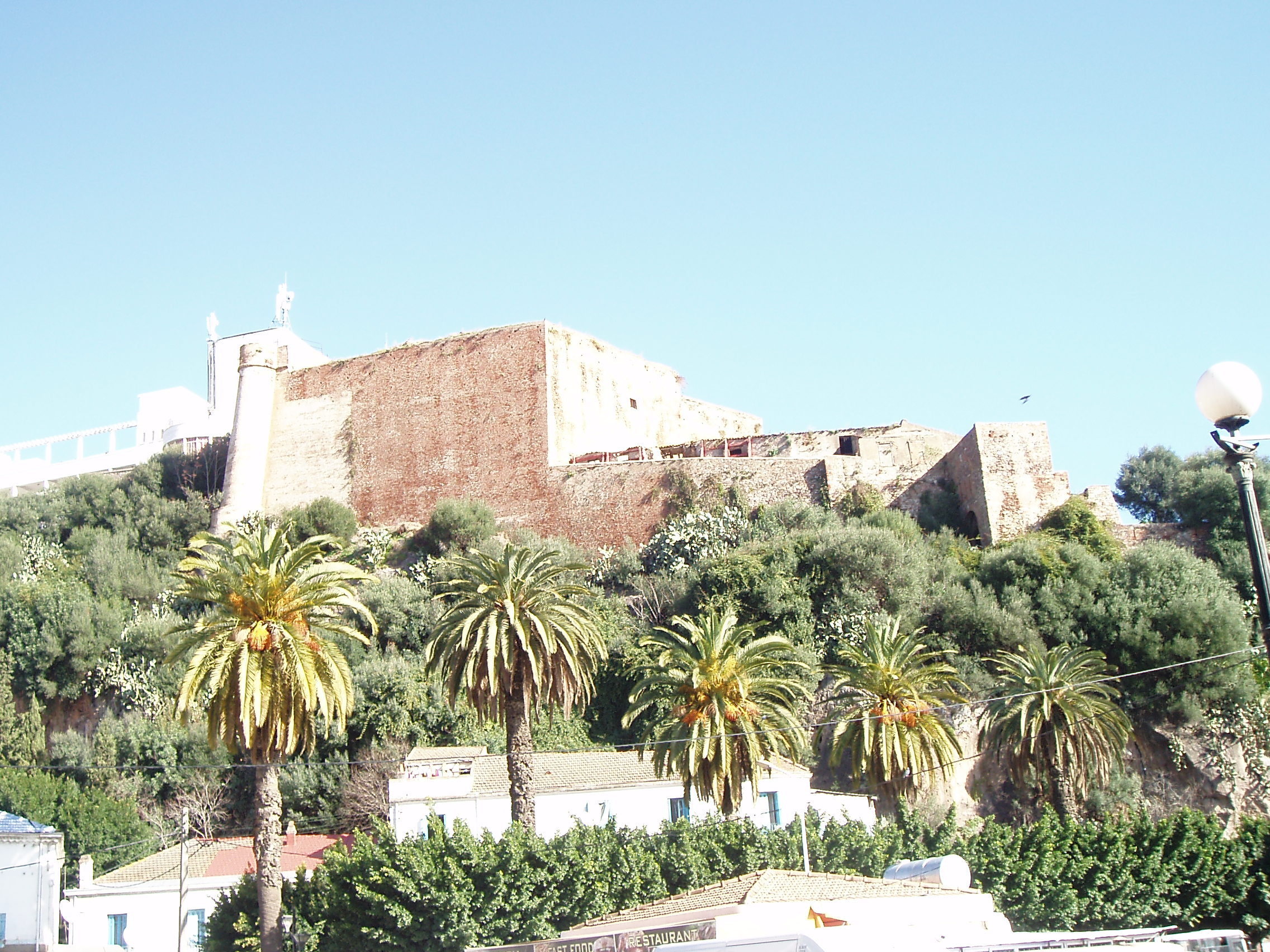
منظر عام لقصبة بجاية
الباب الرئيسي لقصبة بجايةالباب الرئيسي لقصبة بجاية
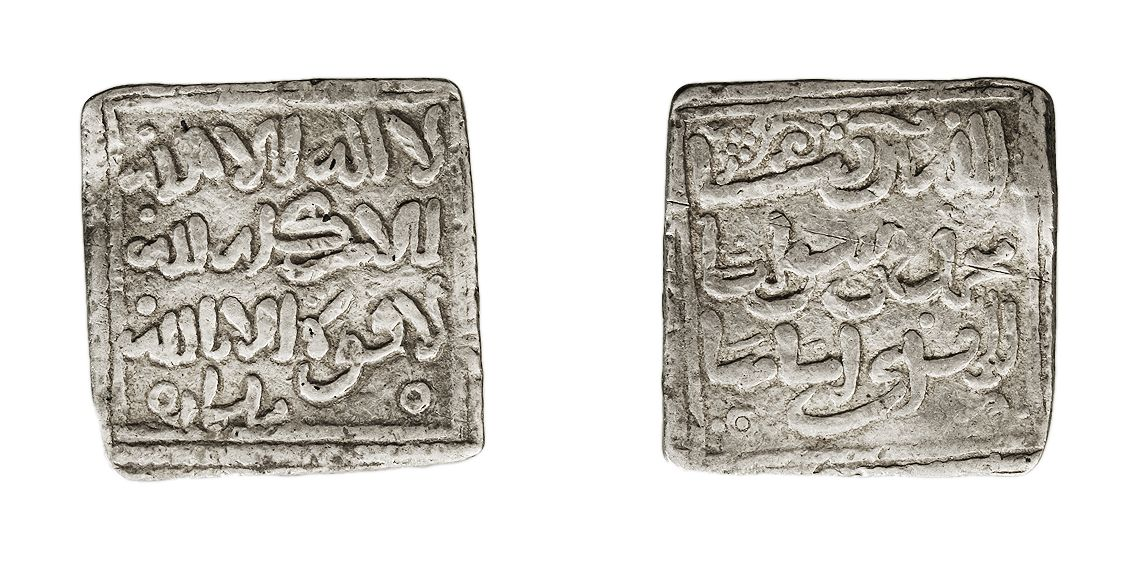
نقود من عهد الموحدين مكتشفة في قصبة بجاية